# Повернення людини-невидимки
«Повернення людини-невидимки» (англ. The Invisible Man Returns) — фільм режисера Джо Мея, знятий у 1940 році. Фільм входить до класичної серії фільмів жахів студії Universal. Сиквел фільму «Людина-невидимка». Людина-невидимка в цьому фільмі — одна з перших ролей майбутнього «короля жахів» Вінсента Прайса.

## Сюжет
Власник вугільної шахти Джеффрі Редкліфф засуджений до смерті за звинуваченням у вбивстві свого брата. Перед стратою його відвідує доктор Френк Гриффін, після чого виявляється, що камера Редкліффа порожня. Поліція з'ясовує, що Френк Гриффін — брат Джека Гриффіна, людини, що відкрила секрет невидимості. Інспектор намагається з'ясувати причетність лікаря до зникнення, однак той мовчить.
Доктор дійсно причетний до зникнення Джеффрі. Крім невидимості, він ховає Редкліффа у свого пацієнта, лісника Бена Дженкінса. Там Джеффрі зустрічається зі своєю нареченою Хелен і говорить про необхідність знайти справжнього вбивцю свого брата. Так само Редкліфф стурбований можливою побічною дією монокану, від якого збожеволів Джек Гриффін, але Хелен каже, що доктор невпинно працює над цією проблемою. Однак поки що всі досліди Френка на морських свинках закінчуються загибеллю лабораторних тварин.
Поліція знаходить укриття Редкліффа, внаслідок чого йому доводиться зняти одяг і зникнути. Повернувшись на шахту Джеффрі виявляє, що колишній нічний сторож, а нині керуючий Віллі Спірс веде себе дуже агресивно і гордовито, дозволяє собі погрожувати докторові Гриффіну. Редкліфф вистежує Спірса і змушує його сказати правду про смерть свого брата. В цьому ділі виявляється замішаним двоюрідний брат Редкліффа Річард Кобб.
Редкліфф їде до кузена, де також застає Хелен. Він звинувачує Кобба у вбивстві свого брата, однак тому вдалося втекти і викликати на допомогу поліцію. Увечері Джеффрі влаштовує подобу вечірки у доктора Френка, під час якої він починає зарозуміло говорити з другом і нареченою, розвивати ідеї своєї майбутньої величі (хоча конкретних бажань захопити світ він так і не виявляє). Гриффіну доводиться зв'язати Джеффрі. Однак Редкліффу вдається обдурити доктора і звільнитися.
Джеффрі вдається захопити Кобба і привести його в будинок Спірса. Виявляється, що той кілька годин простояв зв'язаний на табуретці з петлею на шиї. Редкліфф вимагає, щоб Спірс розповів про події злощасного вечора, однак Кобб вибиває табуретку з-під ніг спільника і, поки Джеффрі намагається витягнути Спірса з петлі, тікає.
Редкліфф наздоганяє кузена на вагонетці з вугіллям. Їх бійка привертає загальну увагу. Поліціянтам вдалося влучити в невидимку, однак вагонетка перекидається, і Кобб падає з великої висоти вниз. Перед смертю він зізнається у вбивстві Майкла (при цьому однак свідками є тільки доктор Гриффін і Хелен, але не поліціянти; чи залишився живим Спірс — невідомо, але за логікою, його все ж витягли з петлі і очевидно він дав свідчення поліції, навряд чи Скотленд-Ярд став знімати звинувачення у вбивстві на основі непрямих свідчень).
Важко поранений Джеффрі приходить до Гриффіна, однак той не може провести операцію, оскільки не бачить пацієнта. Доктор робить Редкліффу переливання крові, що призводить до несподіваного ефекту — невидимка знову стає видимим. У фінальному кадрі Джеффрі Редкліфф обіймає свою наречену Хелен.
Цікаво, що цей фільм дійсно є послідовним сиквелом оригінального фільму 1933 року — аж до того, що у справі інспектора Сімпсона вклеєно фотографію Клода Рейнса, який грав Джона «Джека» Гріффіна.

## Нагороди
- Номінація на премію «Оскар» за спецефекти.

## В ролях
1. Седрік Гардвік — Річард Кобб
2. Вінсент Прайс — Джеффрі Редкліфф
3. Нен Грей[en] — Хелен Менсон
4. Джон Саттон — доктор Френк Гріффін
5. Сесіл Келлауей — інспектор Семпсон
6. Алан Нап'є[en] — Віллі Спірс
7. Форестер Гарві[en] — Бен Дженкінс